# 扎利斯基 (馬林區)
50°54′46″N 29°9′30″E / 50.91278°N 29.15833°E
扎利斯基（烏克蘭語：Заліски），是烏克蘭北部的村莊，隸屬日托米爾州的科羅斯滕區。該村始建於1547年，面積0.92平方公里，海拔高度175米，2001年人口79，人口密度每平方公里85.68人。